# Mark Hurd

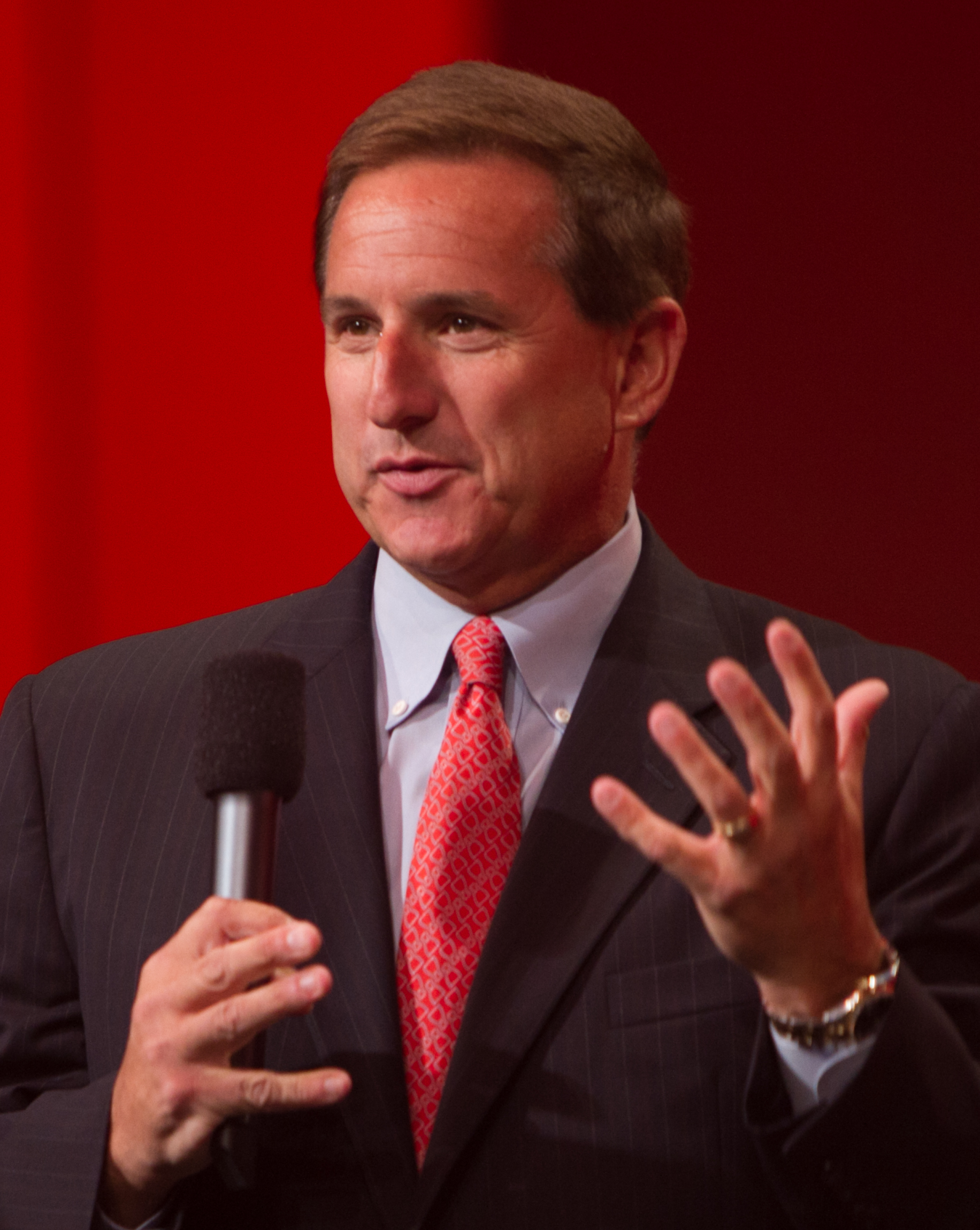
Hurd in 2010

Mark Vincent Hurd (New York, 1 januari 1957 - Palo Alto, 18 oktober 2019) was voorzitter van de raad van bestuur en CEO van het Amerikaanse bedrijf Hewlett-Packard. Onder zijn leiding nam HP meer dan 35 bedrijven over, terwijl het zelf een succesvolle transformatie onderging, waarbij de kosten drastisch verlaagd werden. Sinds zijn aantreden is de koers in HP aandelen verdubbeld.
Hurd was als bestuursvoorzitter van Hewlett Packard de opvolger van de omstreden Carly Fiorina, die na de overname door HP van Compaq het vertrouwen van de raad van bestuur had verloren, en daardoor was gedwongen op te stappen.
Vóór HP werkte Hurd 25 jaar bij NCR Corporation en klom op tot CEO, na eerst de teradata-divisie geleid te hebben. Dankzij hem werd NCR succesvol. In 2004 zette het bedrijf 6 miljard dollar om en genereerde het daarmee een nettowinst van 290 miljoen dollar.
Hij stapte op na een klacht door gewezen uitzendkracht Jody Fischer over ongewenst seksueel gedrag. Een onderzoek ingesteld door de raad van bestuur van HP vond geen bewijs voor de beweringen van Fischer. Wel bleek uit dat onderzoek dat Hurd de eigen HP "Standard of Business Conduct" (gedragsregels) op meerdere punten had overtreden. Zo had hij vervalste reisdeclaraties ingediend om zijn relatie met de uitzendkracht te verbergen. Verder had hij haar persoonlijk ingehuurd, maar verzuimd zijn relatie daarbij te vermelden. Ook had hij de HP corporate helicopter voor privédoeleinden ingezet. De RvB vond dat hij zijn geloofwaardigheid had ondermijnd en dat hij zijn doeltreffendheid als leider had geschaad en beëindigde zijn relatie met HP met een persbericht. De inhoud van dit persbericht zette kwaad bloed bij Hurd. Enkele weken daarna werd Hurd door zijn vriend Larry Ellison bij Oracle binnen gehaald, waar hij na enige tijd CEO werd. HP en Oracle hebben daarna een jarenlange juridische strijd gevoerd. Een rechtszaak om Hurd te verhinderen naar Oracle gegaan werd na enige weken geschikt. Met verwijzing naar die schikking begon HP in 2011 een rechtszaak tegen Oracle over de support door Oracle van de Itanium-computers van HP. In deze rechtszaak werd Oracle veroordeeld tot het betalen van 3 miljard dollar schadevergoeding.
In september 2019 gaf hij aan op ziekenverlof te gaan. Op 18 oktober 2019 overleed Hurd aan de gevolgen van kanker.